# Anne Grommerch

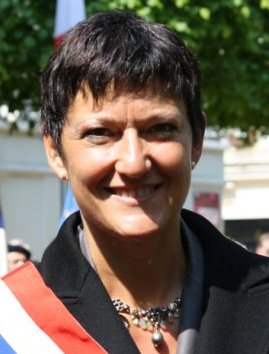
Anne Grommerch (2012)

Anne Grommerch (geb. Brandenbourger; * 11. Dezember 1970 in Thionville, Département Moselle; † 15. April 2016 in Esch-sur-Alzette, Luxemburg) war eine französische Politikerin (UMP/Les Républicains). Sie war von 2008 bis 2016 Mitglied der Nationalversammlung und von 2014 bis zu ihrem Tod Bürgermeisterin von Thionville.

## Leben und Karriere
Grommerch absolvierte ein naturwissenschaftliches Studium in Nancy, das sie mit dem DEUG abschloss. Anschließend arbeitete sie als Assistentin der Geschäftsführung in einem Kfz-Sachverständigenbüro in Luxemburg. 2006 wurde sie Verkaufsleiterin bei der Luxemburger Coca-Cola-Tochter Soutirages Luxembourgeois.
Von 2008 bis 2012 gehörte Grommerch dem Gemeinderat von Roussy-le-Village (Département Moselle) nahe der französisch-luxemburgischen Grenze an. Nach dem Tod von Jean-Marie Demange rückte sie für ihn im November 2008 als Abgeordnete der konservativen Union pour un mouvement populaire (UMP) in die französische Nationalversammlung nach. Von 2010 bis 2015 gehörte sie zusätzlich dem Regionalrat von Lothringen an.
Im Juli 2011 verfasste sie für ihre Partei einen Bericht zur „nachhaltigen Familie“, in dem sie homosexuelle Paare als zu unstet und leichtfertig darstellte, um zu heiraten und Kinder zu haben. Der Homosexuellen-Verband Couleurs Gaies zeichnete sie daraufhin als „homophobe Abgeordnete der Legislaturperiode“ aus. Bei der Parlamentswahl 2012 wurde sie mit 53,1 Prozent der Stimmen als Abgeordnete bestätigt. Im Parteivorstand der UMP war sie ab 2013 als Generaldelegierte für das Thema Ausbildung zuständig. Sie gehörte innerhalb der Partei der wirtschaftsliberalen Strömung La Droite sociale von Laurent Wauquiez an.
Bei der Kommunalwahl in Thionville 2014 gewann sie mit nur 77 Stimmen Vorsprung gegen den sozialistischen Amtsinhaber Bertrand Mertz (45,96 zu 45,49 % im zweiten Wahlgang). Der Conseil d’État annullierte dieses Ergebnis im April 2015 wegen Unregelmäßigkeiten. Bei der Wiederholung der Wahl im Juni 2015 wurde Grommerch jedoch mit deutlicher Mehrheit (bei geringer Wahlbeteiligung) im Amt bestätigt.
Anne Grommerch starb im Alter von 45 Jahren an Brustkrebs.